# Paleochori (Notia Kerkyra)
Paleochori (griechisch Παλαιοχώρι (n. sg.)) ist ein Dorf im Südosten der griechischen Insel Korfu. Es gehört zum Stadtbezirk Neochori des Gemeindebezirks Lefkimmi in der Gemeinde Notia Kerkyra und zählt 459 Einwohner.